# Saint-Christophe-du-Bois
Saint-Christophe-du-Bois é uma comuna francesa na região administrativa da Pays de la Loire, no departamento de Maine-et-Loire. Estende-se por uma área de 21,75 km², com 2 501 habitantes, segundo os censos de 1999, com uma densidade de 114 hab/km².